# Tragschiene

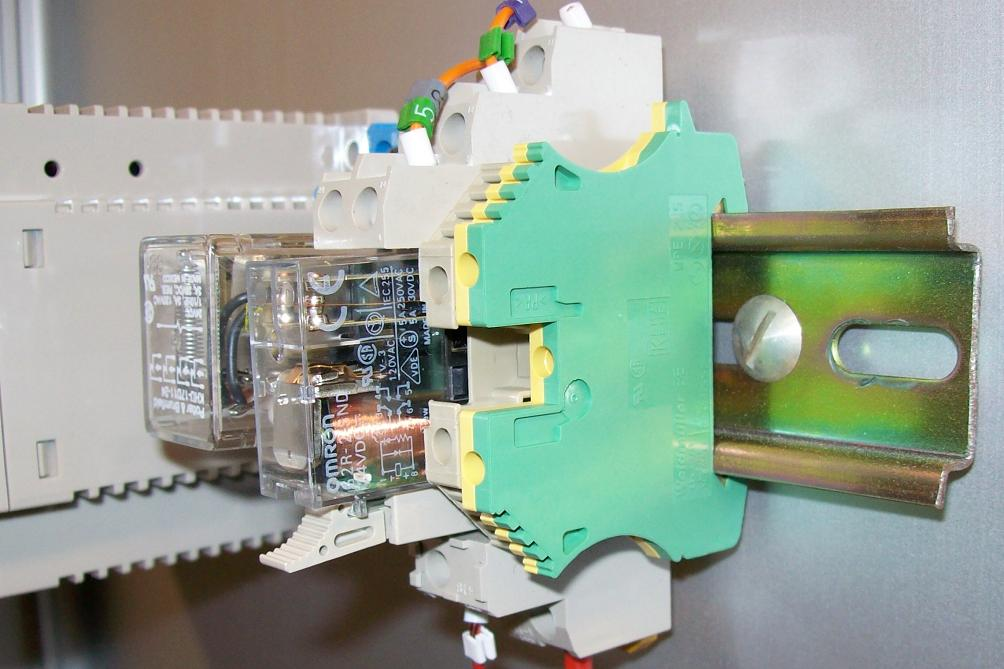
Auf DIN-Schiene (TH 35) montierte Elektrobauteile, »Hutschienenmontage«

Eine Tragschiene, auch DIN-Schiene, bei Hutprofil Hutschiene genannt, ist ein universeller Träger aus einem Blech-Profil (selten aus Kunststoff) in der Elektrotechnik zur Befestigung von elektrischen Betriebsmitteln in Verteilerkästen, Schaltschränken, Anschlusskästen usw.
Auf einer Tragschiene können unterschiedliche Bauteile (zum Beispiel Relais, Stromstoßschalter, Zeitschaltuhren, Sicherungsautomaten, Reihenklemmen) seitlich aufgeschoben oder von vorne aufgesteckt und arretiert werden. Die Montage von Schaltschränken und Schaltkästen wird durch diese genormte Methode erleichtert, wodurch die Arbeitskosten sinken. Die verschiedenen Schienentypen sind in der folgenden Norm zusammengefasst normiert:
DIN EN 60715:2018-07 (Abmessungen von Niederspannungsschaltgeräten – Genormte Tragschienen für die mechanische Befestigung von elektrischen Geräten in Schaltanlagen)
Vor 2018 galt die Norm DIN EN 60715:2001-09, welche wiederum im Jahr 2001 die älteren Normen DIN EN 50022...50024, DIN EN 50035 und DIN EN 50045 ablöste.

## Ausführungen
Als Material wird Stahl (verzinkt chromatiert), Kupfer oder Aluminium verwendet. Tragschienen aus Kupfer oder Aluminium können neben der tragenden Funktion auch als Schutzleiter (PE-Leiter) oder PEN-Leiter verwendet werden; Stahl darf zwar als PE-Schiene benutzt werden, jedoch wegen der schlechteren elektrischen Leitfähigkeit nicht als PEN-Schiene.

### Hutschiene

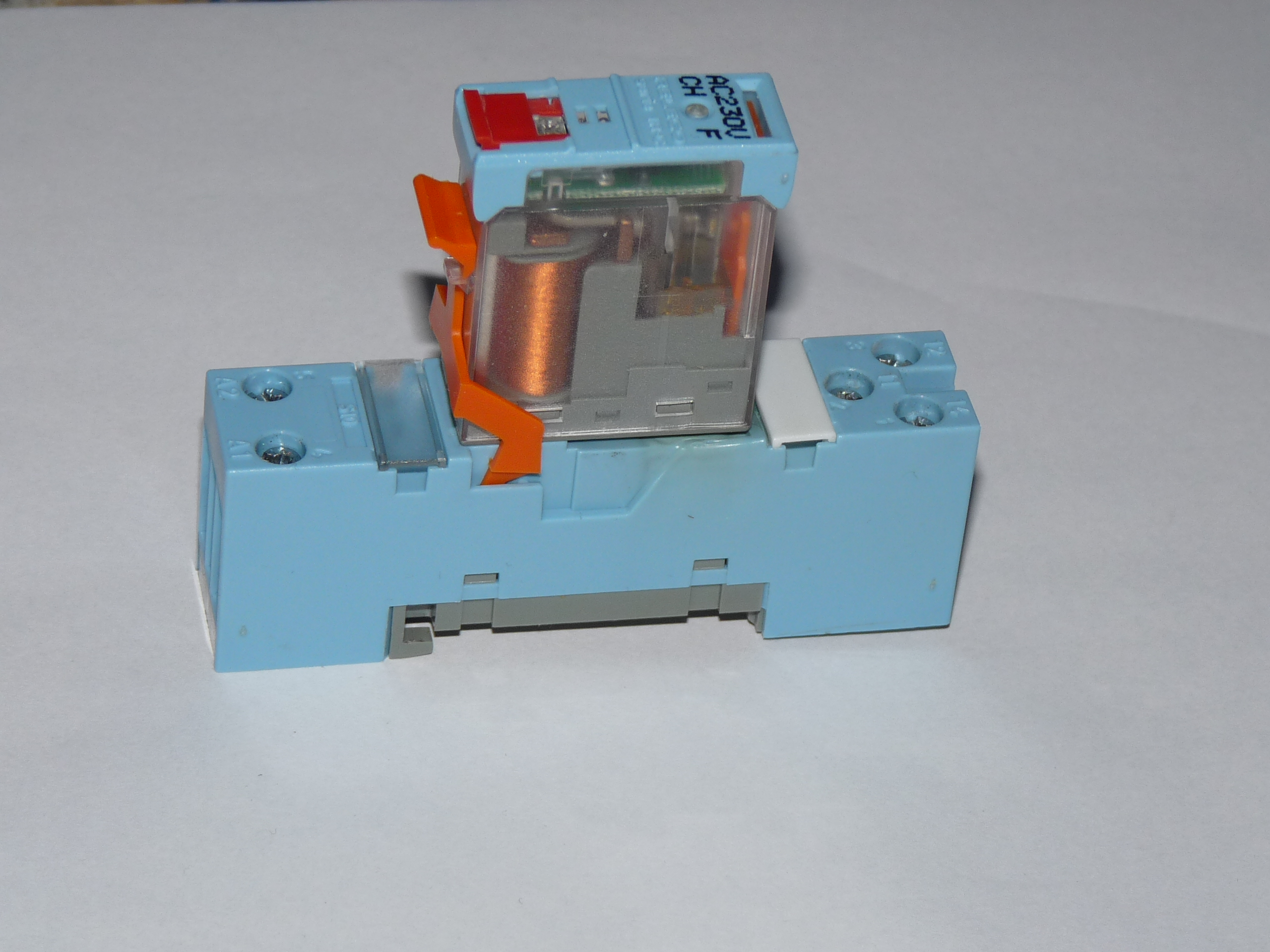
Relais für die TH-35-Hutschienenmontage

Die Hutschiene (TH 35, ehemals TS 35) ist eine Tragschiene mit Hutprofil.
Das Profil wird aus Stahlblech kalt gewalzt oder aus einer Aluminiumlegierung stranggepresst. Längs in der Mitte des Profils sind oft Langlöcher ausgestanzt.
Hutschienen sind 35 mm breit und 7,5 oder 15 mm hoch. Die Materialstärke (Blechdicke) beträgt 1 mm.
Im Englischen wird die Hutschiene meist als DIN Rail bezeichnet; damit ist insbesondere die 35-mm-×-7,5-mm-Variante gemeint, die mittlere in folgender Abbildung.
Auf die waagerecht an einer senkrechten Wand befestigten Hutschiene werden die Einbaugeräte (oft als Reiheneinbaugeräte bezeichnet, kurz REG) mit einem Klemmmechanismus aufgesetzt. Die Größe der Gerätegehäuse sind genormt, wobei die Abmessungen im Wesentlichen durch die Form der Fronten der Verteilerkästen bestimmt sind.
Die Breite der Geräte folgt einem als Teilungseinheit bezeichneten Raster von 18 mm.
Die Tiefe der herausschauenden Gerätegehäuse muss min. 70 mm betragen. Die Frontseite der Geräte hat eine Höhe von 45 mm (entsprechend der Höhe der Öffnung in der Front der Gehäuse). Die Höhe der herausschauenden Geräte darf auf den ersten 26 mm in Tiefenrichtung nicht zunehmen. Die Höhe von der Hutschiene beträgt max. 85 mm.
Die REG-Einheiten (Geräte) werden auf die Schiene aufgerastet und sind daher leicht verschiebbar. Daher gibt es Stopper, die ein seitliches Verschieben verhindern. Schutzleiterklemmen und Stopper sind oft zusätzlich mit Schrauben gesichert.
Die Rastmechanik ist nur einseitig vorhanden, weshalb beim Aufrasten zunächst der feste Teil des Rastprofils des Gehäuses über den Rand der Schiene gehängt werden muss. Die Rastmechanismen sind aus Kunststoff oder Metall und erfordern zum Aufrasten, mindestens aber zum Lösen, ein Werkzeug zum Zurückziehen des Rastmechanismus.
Geräte, die neben dem Kanal weit nach hinten bauen, haben an der Seite des festen Rastprofils eine Abschrägung der Rückseite, um das gekippte Einhaken in die Schiene zu erlauben.
Die bewegliche Nase und ihr Betätigungsmechanismus liegt (in der Orientierung Wandmontage) meist unten, mitunter jedoch auch oben.

### G-Schiene
Eine G-Schiene (G 32) ist eine Tragschiene mit G-förmigem Profil.
Während an den Hutschienen Leiste und bewegliche Nase des Geräts von außen unter die Hutkrempe greifen, greifen an anderen Geräten ebensolche Ausformungen von innen unter die Profilkanten der G-Schiene.

### Profilmaße
DIN EN 60715 aus dem Jahr 2001 normiert folgende Schienenprofile:
- TH 15/5,5 (Gesamtbreite 15 mm, Hutbreite 10,5 mm, Höhe 5,5 mm)
- TH 35/7,5 (1 mm Blechdicke, Gesamtbreite 35 mm, Hutbreite 27 mm, Höhe 7,5 mm) (auch: Variante mit 2,3 mm Blechdicke)
- TH 35/15 × 1,5 (1,5 mm Blechdicke, Gesamtbreite 35 mm, Hutbreite 27 mm, Höhe 15 mm)
- G 32/9x5/15x10,5 (G-Schiene mit 32 mm Gesamtbreite, 15 mm Gesamthöhe)